# Chaiyya Chaiyya
"Chaiyya Chaiyya" (en hindi छैंय्या छैंय्या, literalment 'Ombra ombra'; la versió en tàmil es transcriu Thaiyya Thaiyya) és una cançó de la pel·lícula índia Dil Se.. dirigida per Mani Ratnam el 1998. Si bé moltes cançons dels films populars indis obtenen un gran èxit en aquest país, "Chaiyya Chaiyya" ha esdevingut una de les més conegudes, sovint inevitable en festes i celebracions (per exemple, la cançó va ser utilitzada durant la cerimònia d'inauguració dels Jocs de la Commonwealth del 2010 celebrada a l'estadi Jawaharlal Nehru de Nova Delhi).
Va ser composta per A. R. Rahman, amb lletra de Gulzar i cantada per Sukhwinder Singh i Sapna Awasthi. La cançó i el vídeo musical que l'acompanya van fer sensació (en part perquè va ser filmat sobre un tren en moviment) i van obtenir nombrosos premis a la sortida de la pel·lícula, entre d'altres els Filmfare Awards a la millor lletra, al millor cantant de playback i a la millor coreografia (Rahman va obtenir el de la millor banda sonora en conjunt).
El 2003, la BBC va realitzar una enquesta internacional per a triar les deu cançons més populars de tots els temps. Van seleccionar-se al voltant de 7.000 cançons d'arreu del món i, segons la BBC, la gent (de 155 països) van escollir "Chaiyya Chaiyya" en novè lloc.

## Música
"Chaiyya Chaiyya" està inspirada d'una cançó sufí anomenada Thaiyya Thaiyya amb lletra original del poeta Bulleh Shah. Rahman feia recerques per a la seva banda sonora i buscava una cançó devocional panjabí; va ser l'intèrpret Sukhwinder Singh qui li va suggerir d'utilitzar-la, i Gulzar va adaptar-ne la lletra i el títol.
La cançó també ha seduït l'Occident: s'interpreta en l'espectacle Bombay Dreams i apareix en la seqüència d'obertura de la pel·lícula Inside Man, de Spike Lee, així que en remix al final. També se la sent en l'episodi pilot de la sèrie americana Smith i en un dels episodis de CSI: Miami. El mes de maig del 2015, un vídeo nord-americà de YouTube que barreja "Chaiyya Chaiyya" amb "Don't Stop" de Michael Jackson obté un ressò viral (Chaiyya Chaiyya / Don't Stop MASHUP!! - INDIA EDITION ft Sam Tsui, Shankar Tucker, Vidya).

## Imatges
La coreografia, de Farah Khan, es va completar en quatre dies i mig: l'actor Shahrukh Khan i la model i actriu Malaika Arora ballen, junt amb altres ballarins, sobre un tren en marxa. La seqüència, realitzada a les zones muntanyoses de Tamil Nadu, va ser filmada tal com es veu a la pel·lícula: sense efectes especials ni proteccions i pràcticament sense cap manipulació a la post producció.